# Go (llenguatge de programació)
Go (sovint referit com a golang) és un llenguatge de programació gratuït i de codi obert creat a Google el 2007 per Robert Griesemer, Rob Pike i Ken Thompson.

## Història
El llenguatge va ser anunciat per primer cop el novembre de 2009. És utilitzat dins alguns dels sistemes de producció de Google, així com per altres empreses.